# Будрин, Евлампий Андреевич
Евлампий Андреевич Будрин (1842—1919) — заслуженный профессор Казанской духовной академии, доктор богословия, исследователь социнианства. Действительный статский советник.

## Биография
Родился 10 (22) октября 1842 года в Соликамском уезде Пермской губернии в семье священника.
В 1862 году окончил Пермскую духовную семинарию, в 1866 году — Казанскую духовную академию и 17 января 1867 года был утверждён в степени магистра богословия за курсовое сочинение «Галликанская церковь». С 5 января 1867 года был преподавателем Пермской духовной семинарии. Был одним из первых авторов газеты «Пермские епархиальные ведомости», где напечатал в 1867—1869 годах «Очерки истории Пермской епархии».
В 1870 году был определён в Казанскую духовную академию бакалавром на вакантную кафедру догматического богословия, с 15 августа 1870 года — доцент; уже в 1871 году избран и утверждён экстраординарным профессором.
Научную известность ему принесли многочисленные работы о социнианах. В 1886 году он представил в Совете академии сочинение под заглавием: «Антитринитарии XVI века. Вып. I. Михаил Сервет и Его время, Вып. II: Фауст Социн» и 25 февраля 1887 года был утверждён в степени доктора богословия. В диссертации впервые в русской богословской науке было отмечено, что термин «антитринитаризм» имеет протестантское происхождение и до Реформации не употреблялся. Примечательно, что Святейший Синод, утвердив Будрина доктором богословия, «поставил на вид» Совету Казанской духовной академии «не надлежаще внимательное отношение его к учёным богословским сочинениям», поскольку в диссертации Будрина встречались, по мнению Синода, противоречащие православному богословию и духу православной церкви взгляды.
С 1888 года — ординарный профессор; с 15 апреля 1895 года — заслуженный ординарный профессор. Указом Святейшего синода от 16 сентября 1898 года, согласно прошению, «по расстроенному здоровью» был уволен от штатной службы в академии, но по просьбе совета Казанской духовной академии оставался до конца 1904 года сверхштатным профессором, разделив преподавание догматического богословия со своим преемником П. П. Пономарёвым. После выхода из состава действительных членов академии был избран и утверждён почётным членом Казанской духовной академии.
Умер 3 марта 1919 года.
Был награждён орденами: Св. Анны 3-й и 2-й ст., Св. Владимира 4-й и 3-й ст., Св. Станислава 2-й и 1-й ст.
Быд женат на Любови Ивановне Мурзаевой. У них 24 апреля 1884 года родился сын Владимир. Род был внесён в 3-ю часть дворянской родословной книги Казанской губернии по определению Казанского дворянского депутатского собрания от 4 сентября 1846 года и утверждён указом Герольдии от 7 ноября 1846 года.